# Daniel Lee (Cellist)
Daniel Lee (* 1980 in Seattle) ist ein US-amerikanischer Cellist koreanischer Herkunft.

## Leben und Wirken
Lee hatte ab dem sechsten Lebensjahr Cellounterricht bei Richard Aaron. Elfjährig wurde er am Curtis Institute of Music der jüngste Schüler von Mstislaw Rostropowitsch. Seine weiteren Lehrer waren Orlando Cole, William Pleeth und Peter Wiley. Sein Künstlerdiplom erwarb er am New England Conservatory bei Paul Katz. Vierzehnjährig erhielt er 1994 einen Vertrag bei Decca Records und nahm dort die Arpeggionesonate von Franz Schubert und Sonaten von Johannes Brahms auf. 2001 gewann er den Avery Fisher Career Grant.
Als Solist trat Lee u. a. mit dem Baltimore Symphony Orchestra, dem Cincinnati Symphony Orchestra, dem Cleveland Orchestra, dem New Jersey Symphony Orchestra, dem Philadelphia Orchestra, der Seattle Symphony und dem St. Louis Symphony Orchestra auf, dessen Erster Cellist er seit 2005 ist. Mit letzterem führte er u. a. Richard Strauss’ Don Quixote, Esa-Pekka Salonens Mania, Edward Elgars Cellokonzert (2009) und unter Leitung von David Robertson Osvaldo Golijovs Azul für Cello und Orchester auf.
Sein Recitaldebüt in New York City hatte Lee 2010 in der Merkin Concert Hall mit Zoltán Kodálys Sonate für Cello solo. In der Saison 2010–11 spielte er als Solist mit dem St. Pauls Chamber Orchestra die amerikanische Erstaufführung von James MacMillans Liss on Wood für Cello und Streichorchester, bei der Publitzer Foundation of the Arts Iannis Xenakis’ Nomos Alpha und mit dem St. Louis Symphony Orchestra unter Bernard Labadie Tschaikowskis Rokoko-Variationen. Letztere nahm er auch mit der Tschechischen Philharmonie für Sony Classical in Korea auf. Weiterhin spielte er auch Antonín Dvořáks Cellokonzert unter Peter Oundjian und Joseph Haydns Cellokonzert D-Dur unter Jun Märkl.